# Sudetenland

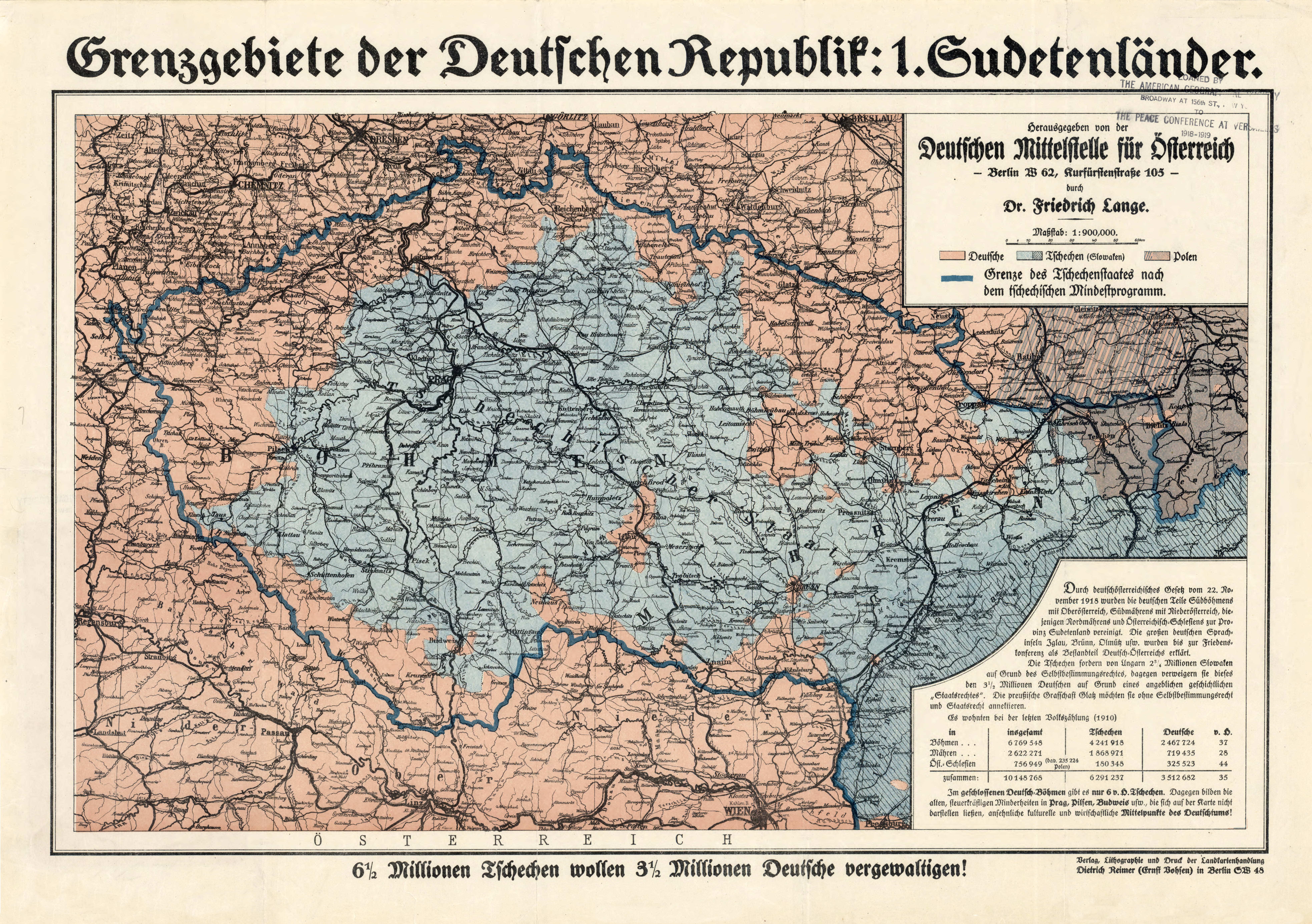
Karte der „Sudetenländer“ von 1919

Sudetenland oder Sudetengebiet (in Tschechien heute meist als Pohraničí – „Grenzgebiet“ – oder einfach nur als Sudety – „Sudeten“ – bezeichnet) ist eine vorwiegend nach 1918 gebrauchte Hilfsbezeichnung für ein heterogenes, nicht zusammenhängendes Gebiet entlang der Grenzen der Tschechoslowakei zum Deutschen Reich sowie zu Österreich, in dem überwiegend Deutsche nach Sprache, Kultur und Eigenidentifikation lebten (siehe Deutschböhmen und Deutschmährer). Die deutschen Sprachgebiete wurden daher auch sudetendeutsche Gebiete sowie in der NS-Propaganda „Sudetendeutschland“ genannt. Vor 1918 hatten die sudetendeutschen Gebiete zum Vielvölkerstaat Österreich-Ungarn gehört, nach 1938 zum nationalsozialistischen Deutschland und nach 1945, nun nach der Vertreibung der Deutschen aus der Tschechoslowakei ohne deutsche Bevölkerung, wieder zur Tschechoslowakei. Innerhalb Tschechiens bedeutet das Sudetenland heute aber keine geografische oder administrative Einheit mehr.

## Begriffserläuterung

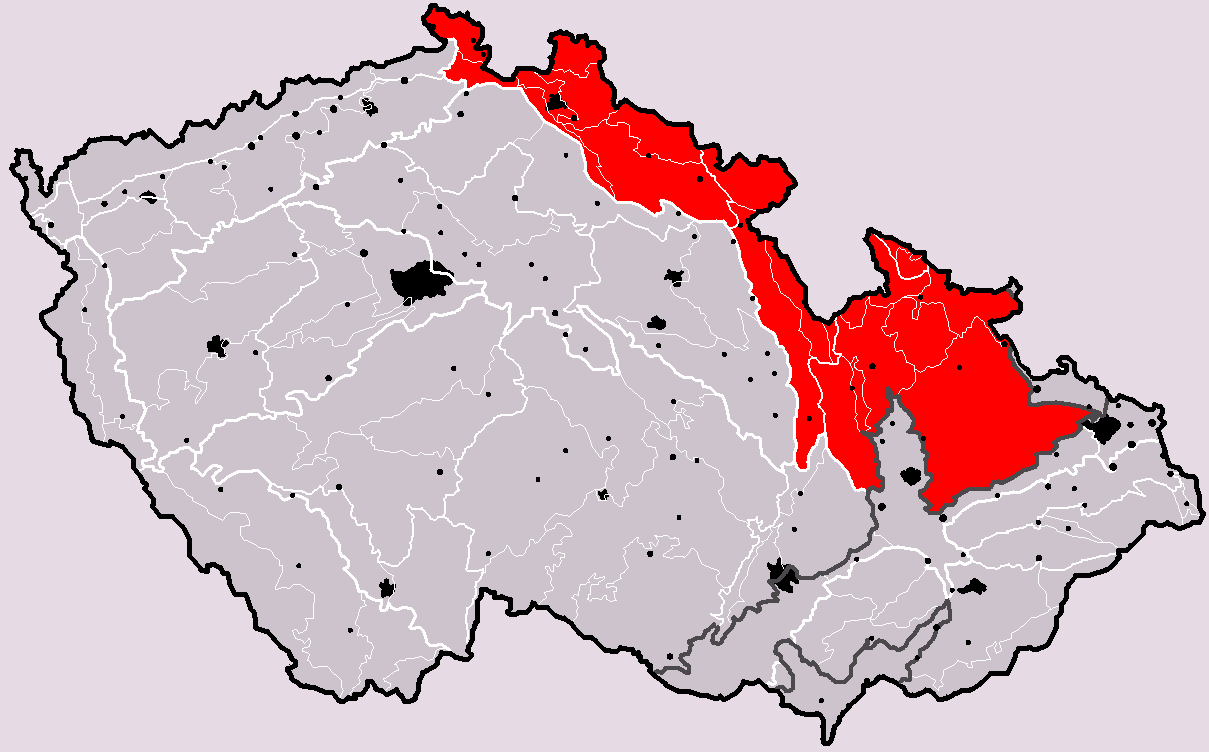
Topographische Gliederung:

Sprachliche Gliederung (Muttersprache):

Geforderte politische Gliederung Deutschösterreichs, 1918:
Provinz Sudetenland
Provinz Deutschböhmen
Provinz Oberösterreich
Provinz Niederösterreich

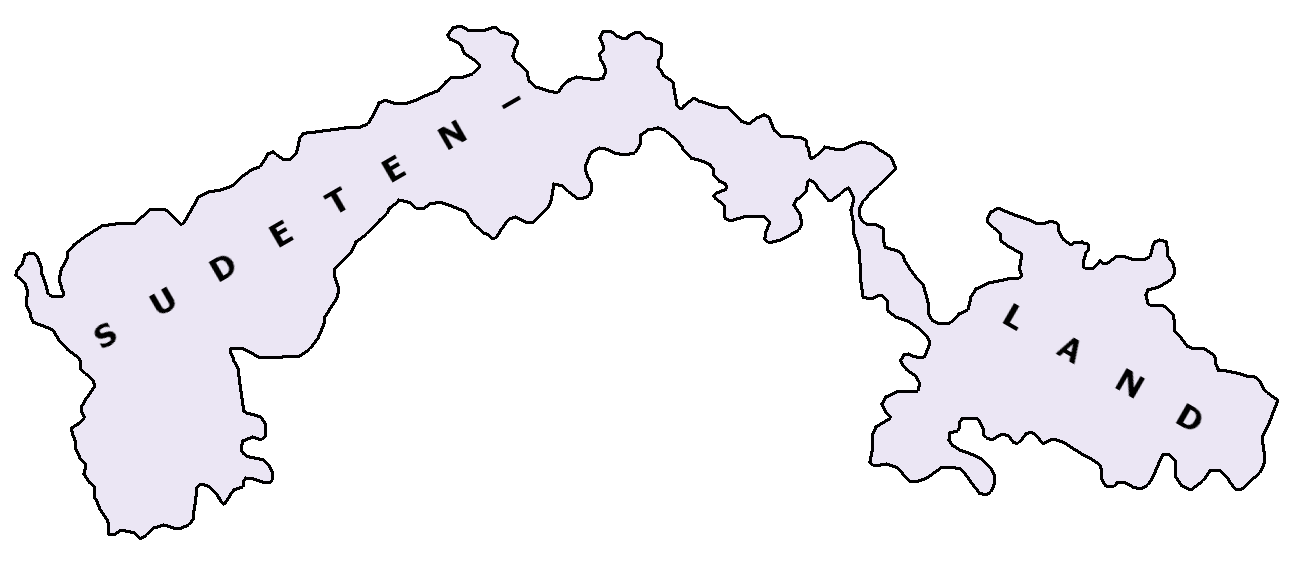
Politische Gliederung des Deutschen Reichs, 1941:

Der Gebirgszug der Sudeten ist das nördliche Grenzgebirge der österreichischen Länder Böhmen, Mähren und Sudetenschlesien zum deutschen Sachsen und Schlesien. Diese topographische Bezeichnung war Namensgeber für die Provinz Sudetenland, die am 29. Oktober 1918 von deutschsprachigen Vertretern aus der Region gemäß dem Selbstbestimmungsrecht der Völker und dem 14-Punkte-Programm gegründet worden war (die Ausrufung der österreichischen Provinz Sudetenland erfolgte einen Tag später), mit dem Ziel des Anschlusses an Deutschösterreich und an das Deutsche Reich, um sich der Fremdbestimmung durch den neuen tschechoslowakischen Staat zu entziehen. Dessen Truppen sowie die Pariser Vorortverträge machten das Sudetenland jedoch zum Teil der Tschechoslowakei.
Als Bezeichnung „Sudetenland“ für die deutsch besiedelten Gebiete Böhmens und Mährens wird der Begriff seit dem Entstehen der Tschechoslowakischen Republik gebraucht; davon abgeleitet ist der Begriff „Sudetendeutsche“ für die ehemaligen deutschsprachigen Bewohner des Sudetenlandes, die Deutschböhmen und Deutschmährer.

## Abgrenzungen
Die Sudetenländer sind nicht identisch mit dem Sudetenland, sie orientieren sich also an den Sudeti montes der Antike, die – vielleicht irrig – mit dem Bereich vom Isergebirge bis zum Adlergebirge identifiziert wurden. Der Terminus umfasste die Gesamtheit der historischen Länder Böhmen, Mähren, Schlesien. Diese Bedeutung von Sudetenländer fand sich beispielsweise bis zum Jahr 2000 auch noch im vormaligen Namen der Historischen Kommission für die böhmischen Länder (HKBL), die 1954 als Historische Kommission der Sudetenländer gegründet worden war und deren damaliger Name anlässlich einer Satzungsänderung 1981 bereits mit der zur Verhinderung von Missdeutungen als notwendig erachteten Erklärung „Sudetenländer im Sinne der Gesamtheit der böhmischen Länder“ ergänzt wurde.

### Der Begriff bezogen auf die Volkszugehörigkeit
Sudetenland entwickelte sich ab 1918 allmählich zur zusammenfassenden Bezeichnung für die Gebiete Böhmens, Mährens und Tschechisch-Schlesiens, in denen Einwohner deutscher Nationalität, Abstammung und/oder Muttersprache eine Mehrheit bildeten (eigene Bezeichnung: Deutschböhmen, Deutschmährer, später nach dem Gebirge als Sudetendeutsche benannt). Dies galt auch für Gebiete, die weitab des Gebirgszuges der Sudeten lagen.

### Provinz Deutschböhmen
Siehe: Provinz Deutschböhmen

### Provinz Sudetenland
Die Deutschen in den nördlichen Randgebieten von Österreichisch-Schlesien, Nordmähren und Nordostböhmen riefen im Oktober 1918 die deutschösterreichische Provinz Sudetenland aus, die wesentlich kleiner war als die später mit dem gleichen Begriff bezeichneten sudetendeutschen Gebiete. Diese „Provinz Sudetenland“ erklärte noch im November 1918 zugleich mit den neugebildeten Provinzen Deutschböhmen, Deutsch-Südböhmen und Deutsch-Südmähren durch deren 1911 in den Reichsrat des Kaisertums Österreich gewählte Abgeordnete in der Provisorischen Nationalversammlung für Deutschösterreich ihren Beitritt zur Republik Deutschösterreich. (Die Deutschen in Südböhmen und Südmähren wollten sich den angrenzenden Bundesländern Oberösterreich bzw. Niederösterreich anschließen.) Die Selbstbestimmungswünsche waren gegen die Siegermächte des Ersten Weltkriegs nicht durchsetzbar: Während die deutschen Kriegsheimkehrer der k.u.k. Armee abrüsteten, gründeten die tschechischen die Armee ihres neuen Staates und beanspruchten die historischen Grenzen der Kronländer Böhmen, Mähren und Österreichisch-Schlesien, deren gesamtes Gebiet den tschechischen Teil der Tschechoslowakei umfassen sollte. Die tschechoslowakische Souveränität wurde schon im November und Dezember 1918 faktisch durchgesetzt und am 10. September 1919 durch den Vertrag von Saint-Germain bestätigt.

### Reichsgau Sudetenland

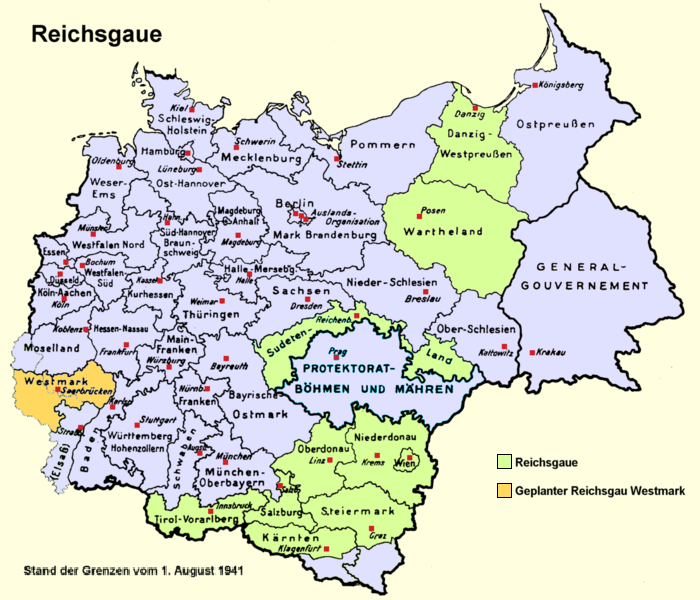
Reichsgaue um 1941

Im nördlichen größten Teil der nach dem Münchner Abkommen vom 30. September 1938 am 1. und 2. Oktober 1938 eingegliederten tschechischen Randgebiete wurde durch Gesetz vom 14. April 1939 der Reichsgau Sudetenland mit der Hauptstadt Reichenberg geschaffen. Er bestand im Wesentlichen aus der ehemaligen Provinz Sudetenland und der ehemaligen Provinz Deutschböhmen und bis zum Ende des Zweiten Weltkriegs am 8. Mai 1945.

## Geschichte
Das Gebiet hat dieselbe Geschichte wie Böhmen und Mähren sowie Schlesien. Das so genannte Sudetenland als Ganzes stellte bis 1939 nie eine separate Verwaltungseinheit dar. Jedoch existierte im November und Dezember 1918 für wenige Wochen eine Provinz dieses Namens, die Nordmähren und Sudetenschlesien umfasste. Auch der Begriff des Sudetenlandes als Bezeichnung für deutsch(sprachig)es Gebiet entstand erst an der Wende vom 19. zum 20. Jahrhundert. Ab Mitte des 19. Jahrhunderts wurden allerdings die böhmischen Länder als Ganzes gelegentlich als „Sudetenländer“ bezeichnet, beispielsweise in der Formulierung die Deutschen der Sudetenländer.

### Geschichte bis 1806
Zu Anfang der überlieferten Geschichte, von den Kelten besiedelt (vgl. antike Historiographen), bewohnten und beherrschten im 1. Jahrhundert nach Christus die germanischen Markomannen Böhmen als Stammesbund unter einem König. Sie trieben Handel mit den Römern, schlugen aber deren Expansionsbestrebungen in ihr Gebiet mehrfach ab (Marbod). Als während der Völkerwanderung Germanen aus ganz Mitteleuropa mehr und mehr Macht und Land im Römischen Reich übernahmen, verließen auch viele Germanen Böhmen. Im 6. Jahrhundert wurde das Land von Slawen besiedelt. Nach ihrer Gründungssage begann ihre Landnahme Böhmens unter Urvater Tschech auf dem Berg Říp. Sie sollen wahrscheinlich von jenseits der Tatra gekommen sein, weniger wahrscheinlich ist ihre Herkunft aus Kroatien. Die Siedlungsarchäologie geht heute übereinstimmend davon aus, dass bei der Ankunft der ersten Slawen die Gegend noch germanisch besiedelt war. Beide Gruppen lebten ausweislich der Grabungsfunde auch nach Ankunft der Slawen noch viele Jahrhunderte friedlich nebeneinander.
Seit dem 12. Jahrhundert waren Böhmen und Mähren, unter der Böhmischen Krone politisch miteinander vereint, Teil des Heiligen Römischen Reichs, jedoch unabhängiger als die meisten Reichsstände (Böhmen war neben den drei Königtümern das einzige Königreich).
Im 12. und 13. Jahrhundert kamen im Rahmen der deutschen Ostsiedlung Wellen deutscher Zuwanderer in die beiden Länder. Ihre Zuwanderung konzentrierte sich auf die Randgebiete und auf die oft mit Zuwandererhilfe oder von Zuwanderern neugegründeten Städte. Sie brachten die damals in Deutschland entwickelte Stadtkultur mit all ihren Eigenschaften wie Zünften, Handwerken und vor allem deutschem Stadtrecht unterschiedlicher Prägung mit. Einige der später deutschen Sprachgebiete waren allerdings bis zum Dreißigjährigen Krieg mehrheitlich von Tschechen besiedelt. Nach der Entvölkerung durch die Kriegshandlungen und die anschließenden Seuchen (wie die Pest) und Hungersnöte wurden teilweise planmäßig deutsche Neusiedler angeworben. Mittelalterliche oder frühneuzeitliche Inschriften auf Grabmälern oder an Bauwerken sind deshalb auch in diesen Gebieten überwiegend in tschechischer oder lateinischer Sprache ausgeführt, ebenso die alten Urkunden in den Stadtarchiven. Als Sonderfall ist hier das Gebiet um die ehemalige Freie Reichsstadt Eger zu behandeln. Stadt und Umland wurden im Jahr 1322 an Böhmen verpfändet, das Pfand allerdings niemals wieder eingelöst, sodass das Gebiet 1806 endgültig zum Königreich Böhmen kam.

### Geschichte bis 1918
Bis zum Jahr 1806 gehörten Böhmen, Mähren und Schlesien dem Heiligen Römischen Reich an, seit 1804 dem Kaisertum Österreich. Als dieses durch den österreichisch-ungarischen Ausgleich von 1867 zu Österreich-Ungarn wurde, gehörten Böhmen, Mähren und Österreichisch-Schlesien zur westlichen Reichshälfte, Cisleithanien, dem k.k. Österreich (k.k. = kaiserlich-königlich; das Wort königlich bezog sich nunmehr auf die Böhmische Krone). Seit 1848 gab es allerdings schon Überlegungen zum tschechisch-österreichischen Ausgleich, der bis zum Ersten Weltkrieg erfolglos angestrebt wurde.
Die Deutschen dieser drei Kronländer, dort selbst eine Minderheit, schätzten die faktische Vorherrschaft des Deutschtums in Altösterreich. Die Tschechen bestritten die Zuständigkeit des Reichsrates für die Böhmischen Länder grundsätzlich und verharrten daher im multinationalen Parlament in Wien oft in Obstruktionspolitik. Der Versuch des k.k. Ministerpräsidenten Kasimir Felix Badeni, die Verwaltungsbehörden der Böhmischen Länder grundsätzlich zur Zweisprachigkeit zu verpflichten, stieß auf den wütenden Widerstand vieler Deutscher Altösterreichs (nicht nur der deutschen Beamten, die Tschechisch zu lernen gehabt hätten) und führte zu Krawallen in Wien. Es war daher schon während des Ersten Weltkrieges klar, dass die Tschechen nach Kriegsende ihren eigenen Staat gründen würden; sie sagten das 1917 im Reichsrat ganz offen.

### Die Jahre 1918/1919
Bei der Auflösung der Donaumonarchie bildete sich am 21. Oktober eine deutschösterreichische Nationalversammlung unter Beteiligung der deutschen Reichsratsabgeordneten Böhmens, Mährens und Österreichisch-Schlesiens und verabschiedete am 30. Oktober eine provisorische Verfassung des neu gegründeten Staates Deutschösterreich, der sich am 12. November 1918 zur Republik proklamierte (später Republik Österreich). Am 28. Oktober war bereits die Tschechoslowakei proklamiert worden. So wurden die mehrheitlich deutschsprachigen Grenzgebiete Böhmens, Mährens und Österreichisch-Schlesiens von beiden Staaten gleichzeitig beansprucht. Die Besetzung dieser Gebiete durch tschechische Truppen vor allem ab Ende November 1918 verhinderte die volle Etablierung der neuen Provinzen Deutschböhmen und Sudetenland (= Nordmähren und Sudetenschlesien). Im Dezember gingen die Regionalregierungen ins Exil.
Die Deutschen Böhmens, Mährens und Österreichisch-Schlesiens (später zusammenfassend als Sudetendeutsche bezeichnet) hatten geplant, sich in vier Provinzen zusammenzuschließen:
1. Deutschböhmen (Landeshauptmann Raphael Pacher, danach Rudolf Lodgman von Auen)
2. Böhmerwaldgau (sollte zu Oberösterreich kommen)
3. Deutsch-Südmähren (sollte zu Niederösterreich kommen)
4. Sudetenland

In einem Interview mit der damals führenden französischen Tageszeitung Le Matin vom 10. Januar 1919 erklärte der Gründungspräsident der ČSR, Masaryk:

„Unsere geschichtlichen Grenzen stimmen mit den ethnographischen Grenzen ziemlich überein. Nur die Nord- und Westränder des böhmischen Vierecks haben infolge der starken Einwanderung während des letzten Jahrhunderts eine deutsche Mehrheit. Für diese Landesfremden wird man vielleicht einen gewissen modus vivendi schaffen, und wenn sie sich als loyale Bürger erweisen, ist es sogar möglich, daß ihnen unser Parlament […] irgend eine Autonomie bewilligt. Im übrigen bin ich davon überzeugt, daß eine sehr rasche Entgermanisierung dieser Gebiete vor sich gehen wird.“

Am 16. Februar 1919 fanden in Deutschösterreich die Wahlen zur konstituierenden Nationalversammlung statt. Die Deutschen Böhmens, Mährens und Österreichisch-Schlesiens wurden von Tschechen daran gehindert, diese Wahlen auch in ihren Siedlungsgebieten durchzuführen.
Am 4. März 1919 trat die konstituierende Nationalversammlung zu ihrer ersten Sitzung in Wien zusammen. An vielen Orten im deutschen Siedlungsgebiet fanden aus diesem Anlass Demonstrationen für das völkerrechtliche Selbstbestimmungsrecht und die Zugehörigkeit zu Deutschösterreich statt. Dabei wurden von tschechischen Gendarmen 54 Deutsche und zwei Tschechen erschossen. Am 5. März 1919 rechnete Karl Renner in der Nationalversammlung vor, dass hier 3,5 Millionen Deutschen das Selbstbestimmungsrecht vorenthalten worden sei.
Durch den Vertrag von Saint-Germain wurde schließlich im September 1919 die Tschechoslowakei in ihrer Souveränität über die strittigen Gebiete bestätigt. Die Siegermächte hatten entschieden, das historische Gebiet der böhmischen Kronländer nicht aufzuteilen. Die Gebirge des „böhmischen Vierecks“ bildeten ein militärisch nützliches Hindernis gegen mögliche Angriffe des Deutschen Reiches und Österreichs, denen die Sieger die Alleinschuld am Ersten Weltkrieg gaben. Entgegen dem 14-Punkte-Programm von US-Präsident Wilson wurde eine Volksabstimmung (wie beispielsweise in Oberschlesien) nicht vorgesehen.
Damals lebten nur rund 82.000 Tschechen im späteren Sudetenland. In der Zeit zwischen 1920 und 1935 siedelten sich noch rund 237.000 Tschechen im Sudetenland an, die ursprünglich aus den tschechisch-slowakischen Grenzgebieten, aus Polen und aus Ungarn stammten.

### Von 1919 bis zum Münchner Abkommen

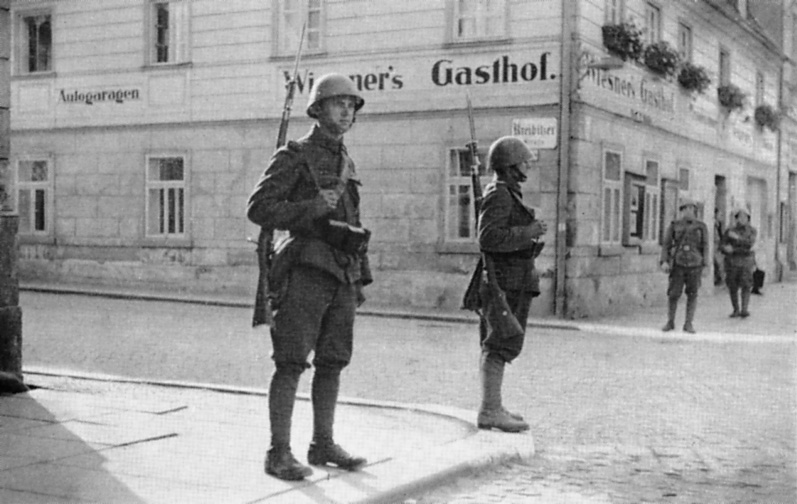
Soldaten der tschechoslowakischen Armee vor „Wiesner’s Gasthof“ in Schönlinde (Krásná Lípa), September 1938

Im neuen Vielvölkerstaat Tschechoslowakei verfügten sämtliche Völker über eigene politische Parteien, eine Vertretung im Parlament, über ein eigenes Schulsystem, und Abgeordnete im Parlament hielten ihre Vorträge in ihrer jeweiligen Muttersprache. Die Sudetendeutschen (Deutschböhmen) bildeten die zweitgrößte Bevölkerungsgruppe in der Ersten Tschechoslowakischen Republik (ČSR) nach den Tschechen und vor den Slowaken. Vor allem um die Mehrheit des Staatsvolks größer erscheinen zu lassen, galten Tschechen und Slowaken allerdings als ein Volk, wiewohl die slowakische Sprache gefördert wurde. Dem deutschen Bevölkerungsanteil, wie auch den Ungarn, Polen oder Ruthenen, wurden zwar Minderheitenrechte zugestanden, aber keine regionale Autonomie.
Zeitweise ließen die Spannungen nach und in zwei Wahlen in den 1920er Jahren stimmten die deutschen Bürger der Tschechoslowakei mehrheitlich für Parteien, die die Integration befürworteten. Viele Sudetendeutsche lehnten aber weiterhin eine Zugehörigkeit zur Tschechoslowakei ab. Diese Haltung dominierte auch in zahlreichen Stadträten (vgl. Gedenktafel an der Egerquelle).
Am 1. Oktober 1933 wurde von Konrad Henlein die Sudetendeutsche Heimatfront gegründet. Um an den anstehenden Parlamentswahlen teilnehmen zu können, musste sie am 19. April 1935 ihren Namen auf Druck der tschechoslowakischen Regierung in Sudetendeutsche Partei (SdP) ändern.
Anfangs setzte sich die Partei nur für eine größere Autonomie des Sudetenlandes ein, gestützt auf vertragliche Zusicherungen der Tschechoslowakei. Nach Absprache mit Adolf Hitler orientierte sich die Partei später zunehmend an Hitler und den Nationalsozialisten (NSDAP) im benachbarten Deutschen Reich.

„Die Erdrutsch-Wahlsiege der „Sudetendeutschen Partei“ Konrad Henleins in den Jahren 1935/36 brachten deutlich zum Ausdruck, dass siebzig bis achtzig Prozent der Bevölkerung des Sudetengebietes sich unter ihrem Einfluss befanden. […] die Bevölkerung der Grenzgebiete […] wurde wegen der Weigerung der Prager Regierung, den Notstandsgebieten die erforderliche Wirtschaftshilfe zu geben und die deutsche Bevölkerung gemäß ihrer Stärke bei der Bahn, Post und in anderen Staatsdiensten zu beschäftigen, immer mehr verbittert und daher der Henlein-Propaganda aufgeschlossener.“

Abgeschirmt von der Öffentlichkeit erklärte Hitler im November 1937 den Oberbefehlshabern der Wehrmacht, dass der Anschluss Österreichs und die Niederwerfung der Tschechoslowakei die nächsten Schritte auf dem Weg zum Lebensraum im Osten seien. Im April 1938 bekräftigte Hitler gegenüber der Wehrmacht seinen Plan, „die Tschechoslowakei in absehbarer Zeit durch eine Militäraktion zu zerschlagen“. Auf diesem Weg zu der von ihm so proklamierten „Lösung der deutschen Raumfrage“ war die SdP ein willfähriger Partner. Henlein wurde beauftragt, die tschechoslowakische Regierung mit Maximalforderungen der Sudetendeutschen zu konfrontieren, um die innenpolitische Sudetenkrise anzuheizen.
Immer stärker unter Druck, verkündete die Tschechoslowakei im Mai 1938 mit dem Hinweis auf Kenntnisse eines unmittelbar bevorstehenden deutschen Angriffs die Mobilmachung. Die Bündnispartner Frankreich und England waren im Zugzwang und bekundeten ihre Unterstützung. Deutschland seinerseits forcierte die Krise und versetzte die Wehrmacht in Bereitschaft.

„[…] zwei Wochen bevor sich Hitler, Mussolini, Chamberlain und Daladier in München trafen, kehrte Henlein seinem Staat und der demokratischen Rechtsordnung den Rücken. Am 14. September 1938 hatte er seine Verhandlungen mit der Prager Regierung abgebrochen, den Grenzübertritt seiner Parteiführung nach Bayern veranlasst […] Im Namen der Sudetendeutschen erklärte er: „Wir wollen heim ins Reich!“ Zugleich formierte er […] das Sudetendeutsche Freikorps. Dessen Mitglieder […] unternahmen in den zwei Wochen vor dem Münchner Abkommen an die 300 „Aktionen“ von Deutschland aus in der Tschechoslowakei: 110 Menschen sollen dabei ihr Leben verloren haben.“

„So ist es Hitler im September 1938 nicht gelungen, sich des Sudetengebietes durch einen Putsch seiner Stoßtrupps zu bemächtigen. Eine solche Aktion […] ist am Widerstand der sudetendeutschen Hitlergegner, der tschechischen Minderheit und der staatlichen Exekutive gescheitert. Am wichtigsten war, dass der Putsch in der deutschen Bevölkerung keine Massenunterstützung fand.“

Die Deutsche sozialdemokratische Arbeiterpartei in der Tschechoslowakischen Republik erließ im September 1938, gezeichnet von ihrem Vorsitzenden Wenzel Jaksch, einen Aufruf an ihre Landsleute:

„Mitbürger! Es geht um alles! […] In einer gewaltsamen Entscheidung wird wieder eine waffenstarrende Welt gegen das deutsche Volk aufstehen. Die Sudetendeutschen werden das erste Schlachtopfer sein. Ihre Heimat würde im Zusammenprall der Weltkräfte vernichtet, ihre Zukunft ausgelöscht. […] Bedenkt es in dieser Schicksalsstunde. […]“

Die Vorhersage Untergang durch Krieg kann für das Sudetenland im Licht der späteren Ereignisse als prophetisch bezeichnet werden.
Am 21. September 1938 hatte die Tschechoslowakei sodann in einer Erklärung der Abtretung der sudetendeutschen Gebiete zugestimmt.

### Das Münchner Abkommen und „Erledigung der Rest-Tschechei“

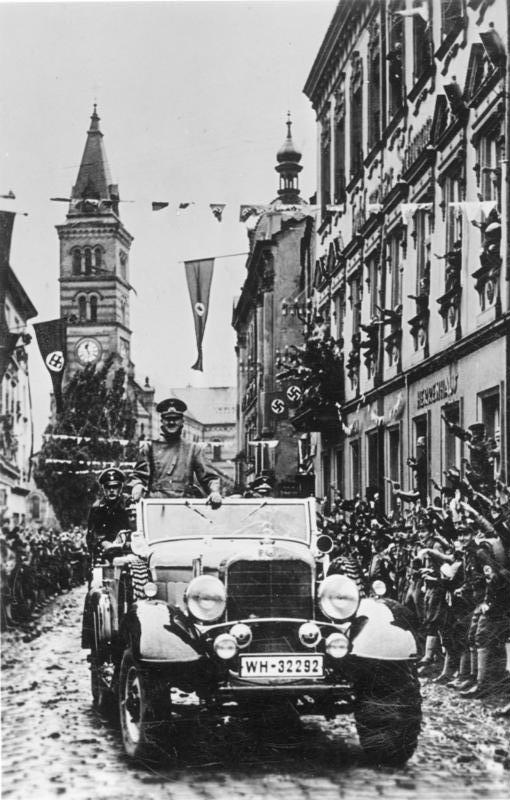
Adolf Hitler während einer Parade am 4. Oktober 1938 in Graslitz (Kraslice) anlässlich des Anschlusses des Sudetenlandes

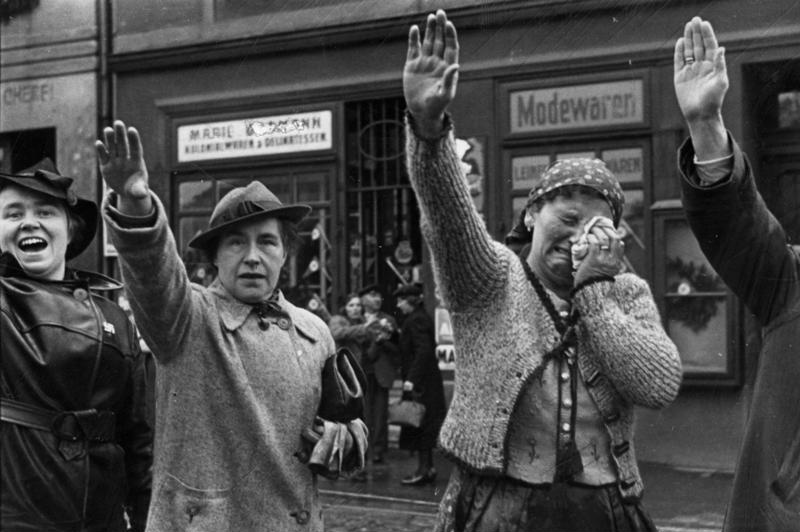
Bewohner von Eger (heute Cheb) beim Zeigen des Hitlergrußes nach dem Anschluss

Mit dem unter Vermittlung Benito Mussolinis geschlossenen Münchner Abkommen verhinderten die britische Regierung unter Neville Chamberlain und die Regierung der Französischen Republik unter Führung von Édouard Daladier den von Hitler eigentlich angestrebten Waffengang, nicht jedoch dessen Ziel. Die tschechoslowakische Regierung von Staatspräsident Beneš wurde an den Verhandlungen nicht beteiligt. Nachdem das Abkommen am 30. September 1938 geschlossen worden war, wurde die Eingliederung des Sudetenlandes an den Folgetagen, 1. bis 10. Oktober, vollzogen und am 21. November 1938 formell verkündet. Das einverleibte bzw. „angeschlossene“ Gebiet hatte 3,63 Millionen Einwohner, davon etwa 2,9 Mio. Deutsche und 0,7 Mio. Tschechen.

„Als die Westmächte und die Prager Regierung endgültig kapituliert hatten, flohen Zehntausende deutsche Antifaschisten in das Landesinnere Böhmens und Mährens, um von dort aus den Kampf fortzusetzen. Die meisten wurden jedoch von den Behörden zurückgetrieben und damit dem NS-Terror ausgeliefert.“

Am 14. April 1939 wurde aus dem größten Teil der sudetendeutschen Gebiete mit 2,94 Mio. Einwohnern in 3.167 Gemeinden der Reichsgau Sudetenland geschaffen. Die südlichen Teile mit 543 Gemeinden und etwa 690.000 Einwohnern wurden dem Gau Bayerische Ostmark sowie den Reichsgauen Oberdonau (Oberösterreich) und Niederdonau (Niederösterreich) zugeschlagen; zum Reichsgau Niederdonau kamen auch die Gemeinden Engerau und Theben bei Preßburg. Im Osten wurden die 38 Gemeinden des Hultschiner Ländchens mit 52.967 Einwohnern dem Landkreis Ratibor in der preußischen Provinz Oberschlesien unterstellt.
Schon einen Monat vor der Konstitution des Reichsgaues Sudetenland war am 15. März 1939 die „Rest-Tschechei“ besetzt und tags darauf das Protektorat Böhmen und Mähren errichtet worden. Die Grenze zwischen dem Protektorat und dem Sudetenland durfte nur mit staatlicher Genehmigung, sogenannten Durchlassscheinen, überschritten werden; die Zollgrenze zum Protektorat wurde jedoch am 18. September 1940 aufgehoben.

### Sammeleinbürgerung der deutschen Volkszugehörigen
Bei der Volkszählung 1910 gaben 3.489.711 in Böhmen, Mähren und Österreichisch-Schlesien anwesende österreichische Staatsangehörige Deutsch als Umgangssprache an.
Die in den Jahren 1945 und 1946 aufgrund der sogenannten Beneš-Dekrete enteigneten und vertriebenen deutschen Volkszugehörigen in den nach dem Münchner Abkommen 1938 an das Deutsche Reich abgetretenen 3710 Gemeinden der ČSR erwarben die deutsche Staatsangehörigkeit nach Maßgabe des Vertrages zwischen dem Deutschen Reich und der Tschechoslowakischen Republik über Staatsangehörigkeits- und Optionsfragen vom 20. November 1938 (RGBl. II S. 896) mit Wirkung ab 10. Oktober 1938, die deutschen Volkszugehörigen im 1939 völkerrechtswidrig errichteten Protektorat Böhmen und Mähren nach Maßgabe der Verordnung über den Erwerb der deutschen Staatsangehörigkeit durch frühere tschechoslowakische Staatsangehörige deutscher Volkszugehörigkeit vom 20. April 1939 (RGBl. I S. 815) in Verbindung mit der Verordnung zur Regelung von Staatsangehörigkeitsfragen gegenüber dem Protektorat Böhmen und Mähren vom 6. Juni 1941 (RGBl. I S. 308) mit Wirkung ab 16. März 1939.
Die Rechtswirksamkeit der Sammeleinbürgerungen war nach dem Zweiten Weltkrieg umstritten. Ihre rechtliche Würdigung durch das Bundesverfassungsgericht vom 28. Mai 1952 (BVerfGE 1, 322) führte zu dem Gesetz zur Regelung von Fragen der Staatsangehörigkeit vom 22. Februar 1955 (BGBl. I S. 65). § 1 dieses Gesetzes stellte abschließend fest, dass die durch Sammeleinbürgerung erfolgten Verleihungen der deutschen Staatsangehörigkeit an deutsche Volkszugehörige u. a. in den Sudetengebieten und dem ehemaligen Reichsprotektorat rechtswirksam sind, es sei denn, die Betroffenen haben die deutsche Staatsangehörigkeit durch ausdrückliche Erklärung ausgeschlagen oder schlagen sie noch aus.

### Interpretationen und Reaktionen

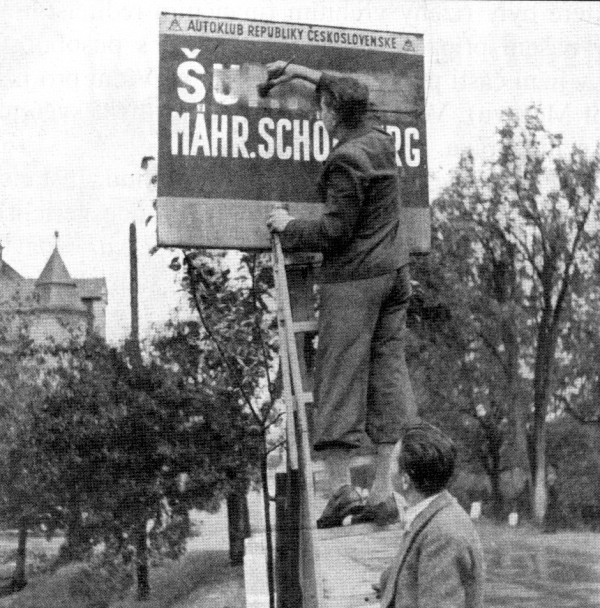
Entfernung des tschechischen Ortsnamens Šumperk (Mährisch Schönberg), Oktober 1938

Durch das Münchner Abkommen (von tschechischer Seite überwiegend bezeichnet als „Münchener Diktat“ (tschechisch Mnichovský diktát) oder „Münchener Verrat“ (tschechisch Mnichovská zrada)) vom 29. September 1938 sah die deutsche Bevölkerung des Sudetenlandes ihr beim Zerfall Österreich-Ungarns 1918 angestrebtes, aber durch den Vertrag von St. Germain verhindertes Selbstbestimmungsrecht mit zwanzig Jahren Verspätung eingelöst. (So hatte in Wien auch der ehemalige Staatskanzler Karl Renner – er stammte aus Südmähren – im März 1938 argumentiert, als er den „Anschluss“ Österreichs an das Deutsche Reich begrüßte.) Ein Selbstbestimmungsrecht, das zum Zeitpunkt seiner Verwirklichung andererseits dazu führte, dass das Sudetenland in die Hände der Nationalsozialisten fiel. Ungeachtet dessen war die Angliederung der überwiegend deutsch besiedelten Randgebiete Böhmens an das Deutsche Reich als Reichsgau Sudetenland von der Zustimmung der ganz überwiegenden Mehrheit der Bevölkerung begleitet. Für einen politischen Eklat sorgte der ehemalige tschechische Ministerpräsident Miloš Zeman im Jahr 2002, als er so weit ging, im Zusammenhang mit den Sudetendeutschen von der „Fünften Kolonne Adolf Hitlers“ zu sprechen.
Wenige Monate nach Abschluss des Münchner Abkommens wurden durch den inzwischen zurückgetretenen und in London ansässigen ehemaligen Präsidenten Edvard Beneš erste Ideen entwickelt, die auf eine Rückgewinnung der zwangsweise abgetretenen Gebiete sowie eine Ausweisung der dort lebenden deutschen Bevölkerung zielten.

### Zweiter Weltkrieg
Unmittelbar nach Beginn des Zweiten Weltkrieges gründete der ehemalige tschechoslowakische Präsident Edvard Beneš das tschechoslowakische Nationalkomitee, das sowohl von der britischen als auch der französischen Regierung anerkannt wurde. Nach dem deutschen Sieg über Frankreich im Juni 1940 erkannten die Briten die Gruppe um Beneš als Provisorische Tschechoslowakische Regierung und Beneš als Präsidenten an. In dieser Position verstärkte Beneš seine Anstrengungen hinsichtlich der vollständigen Wiedererrichtung der Tschechoslowakei unter Einschluss des Sudetenlandes. Dass die Nachkriegsgrenzen der Tschechoslowakei dem Stand vor dem Abkommen von München entsprechen sollten, die territoriale Integrität der Ersten Tschechoslowakischen Republik wiederhergestellt werden sollte, akzeptierte als erster Staat die Sowjetunion am 9. Juni 1942. Das britische Kriegskabinett beschloss wenige Wochen später, das Münchner Abkommen aufzuheben. Es erklärte, „dass es sich bei der endgültigen Festlegung der tschechoslowakischen Grenzen […] von keinerlei Änderungen, die 1938 oder nachher vorgenommen wurden, beeinflussen lassen werde“. Am 29. September 1942 stimmte General de Gaulle als Vertreter des Freien Frankreich dieser Auffassung zu. Zusammen mit dem Beschluss, das Münchner Abkommen aufzuheben, erklärte das britische Kabinett seine Zustimmung „zum allgemeinen Prinzip, nach dem Krieg deutsche Minderheiten in Mittel- und Osteuropa nach Deutschland zu transferieren, wo dies notwendig und wünschenswert erscheint“. Seit März 1943 erklärte auch der amerikanische Präsident Roosevelt seine Zustimmung zu Transfers, Stalins Einverständnis erhielt Beneš im Dezember 1943. Auch die Umsetzung in konkrete Maßnahmen wurde von Beneš größtenteils schon ab 1943 formuliert. Es sind die später als Beneš-Dekrete bekannt gewordenen Gesetze und Verordnungen.

### Vertreibung

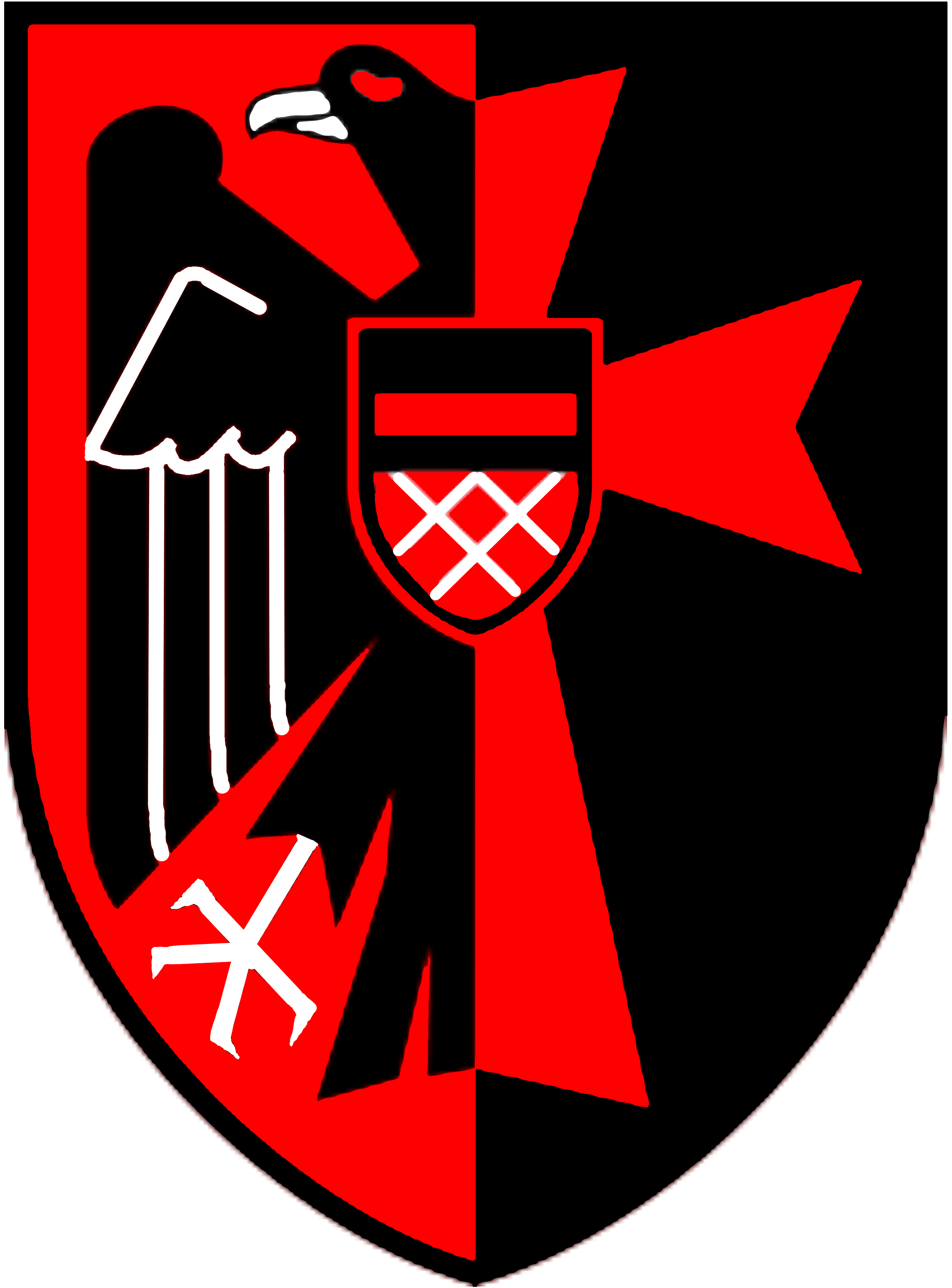
Wappen der Sudetendeutschen Landsmannschaft

Nach dem Ende des Zweiten Weltkrieges wurde damit begonnen, das im Londoner Exil entwickelte und vorbereitete Programm in die Tat umzusetzen. Beneš verkündete die Dekrete, die die Enteignung und Entrechtung der Sudetendeutschen und Ungarn anordneten (bei den Ungarn wurde die Entrechtung 1948 aufgehoben). Deutsche, die ihre antifaschistische Gesinnung nicht zweifelsfrei nachweisen konnten, wurden mit einem „N“ (für Němec = Deutscher) gekennzeichnet und zwangsausgesiedelt. Andere wurden vorerst in Arbeitslager gebracht, um z. B. in Kohlegruben, Gradierwerken und auf Bauernhöfen unentgeltlich und bei minimaler Verpflegung zu arbeiten. Bezüglich der Ungarn wurde schließlich lediglich ein teilweiser Bevölkerungsaustausch gegen Slowaken aus Ungarn durchgeführt. Auch Deutsche mit nachweislich antifaschistischer Gesinnung wurden häufig dazu genötigt, „freiwillig“ das Land zu verlassen. Von Deutschen, die das Gebiet verlassen mussten, ist der Spruch überliefert: „Früher ist uns Unrecht geschehen, jetzt geschieht's uns recht.“
Insgesamt wurden drei Millionen der knapp über 3,2 Millionen Sudetendeutschen vertrieben. Die Zahl der sudetendeutschen Todesopfer schwankt je nach Untersuchung zwischen 30.000 und 240.000, wobei das Bundesarchiv 1974 mit 60–70.000 Toten rechnete. Nach verschiedenen Bevölkerungsbilanzen hat sich die Zahl der Sudetendeutschen zwischen Anfang Mai 1945 und den beiden Volkszählungen in der Bundesrepublik und der DDR vom August und September 1950 um über 200.000 vermindert.
Der ehemals sudetendeutsche, später österreichische Kommunist Leopold Grünwald kommentierte:

„Die Vertreibung der Sudetendeutschen aus der Tschechoslowakei wurde mit einer angeblichen Kollektivschuld […] begründet […] Über die vielen Fakten, die diese Legende widerlegen – den antifaschistischen Widerstand im okkupierten Sudetengebiet sowie in den deutschsprachigen Gebieten der Slowakei in der Zeit des Krieges (1942–1945) – wurde in der Weltöffentlichkeit nichts bekannt. Dazu kam, dass die noch vielfach in der deutschnationalen Mentalität verhafteten Führer der Landsmannschaften lange kein Interesse an einer Ehrenrettung durch die Taten und Opfer der „vaterlandslosen Gesellen“, der deutschen Sozialdemokraten und Kommunisten, zeigten.“

„Das Unrecht der Vertreibung der Sudetendeutschen aus ihrer Heimat erscheint im Lichte der Bilanz des antifaschistischen Kampfes im Sudetengebiet besonders krass. Ergibt doch diese, dass die Zahl der Opfer des Widerstandes gegen das NS-Regime […] im Verhältnis zur Einwohnerzahl des Sudetengebietes weit größer war als etwa in Deutschland oder Österreich. Nach dieser Relation war der Umfang der Widerstandsbewegung im Sudetengebiet höher als in anderen deutschsprachigen Ländern.“

### Nach der Vertreibung
Nach der Vertreibung der rund drei Millionen Sudetendeutschen bürgerte sich im tschechischen Sprachgebrauch zunehmend der Begriff Grenzland ein, auch wenn diese Gebiete oft relativ weit von der Grenze entfernt oder tief im Landesinneren lagen, wie dies beispielsweise bei einigen früheren Sprachinseln der Fall war. Die böhmischen und mährischen Randgebiete wurden nach dem Krieg durch Vertreibung und Zuzug einer großen Zahl von Neubürgern von einem radikalen Wandel erfasst. Die Einwohnerschaft bestand nach Abschluss der größten Wanderungsbewegungen aus rund einer Million neu angesiedelten Tschechen aus dem böhmisch-mährischen Landesinneren, 600.000 bereits vor dem Krieg beheimateten Tschechen, 200.000 sogenannten Repatrianten – aus dem Ausland (Ukraine, z. B. Wolhynientschechen, Österreich, Westeuropa) zugewanderte Tschechen –, 200.000 neu angesiedelten Slowaken, 200.000 verbliebenen Deutschen (sie waren durch den sog. Gottwaldschein legitimiert), von denen viele in den folgenden Jahren auswanderten, und einigen Tausend Angehörigen weiterer Nationalitäten wie Roma (einige Quellen sprechen von mehreren 100.000 angesiedelten Roma, siehe hierzu auch den Hauptartikel Roma in Tschechien und der Slowakei), Ungarn und Rumänen. Somit wohnten rund 2,5 Millionen Einwohner in den betreffenden Gebieten, wobei einige strukturstärkere Orte ein sehr starkes Bevölkerungswachstum erlebten, während andere, eher strukturschwache Orte schrumpften oder gar nicht wiederbesiedelt wurden.
Die meisten Neubürger gelangten in Orte, zu denen sie keinerlei Beziehung hatten. Sie erhielten den Zuschlag auf die jeweilige zuvor von Sudetendeutschen oder Ungarn enteignete Immobilie unentgeltlich über ein Auslobungsverfahren, welches die Regierung unter der tschechischen und slowakischen Bevölkerung durchführte. Einzelne nahmen Häuser noch unter Anwesenheit der Vorbewohner gewaltsam in Besitz. Weiterhin wurden etwa 44.000 Ungarn in das verlassene Sudetenland zum Arbeitsdienst deportiert. Nach ein bis zwei Jahren wurde den Ungarn erlaubt, in die Südslowakei zurückzukehren, was auch rund 24.000 von ihnen taten. Viele Neubürger galten aus Sicht der Regierenden als politisch „unzuverlässig“ oder „schwer sozialisierbar“, andere wurden mit Aussichten auf einen beruflichen Karrieresprung oder sozialen Aufstiegsmöglichkeiten angelockt. Eines der Ziele der kommunistischen Regierung war unter anderem, in den Gebieten eine von früheren bürgerlichen Traditionen „unbelastete“ Bevölkerung unter entsprechenden ideologischen Gesichtspunkten formen zu können.
Durch die Neuverteilung der geräumten Immobilien kam es bei vielen Tschechen „als Ausgleich für durch die Nationalsozialisten verübtes Unrecht“ zu einem erheblichen Wohlstandszuwachs. Bis heute sorgt dieses Thema für Spannungen zwischen den Regierungen Österreichs, Deutschlands und Ungarns einerseits und der tschechischen Regierung andererseits. Am 27. Februar 1992 wurde zwischen der Tschechoslowakei und Deutschland ein Vertrag über die freundschaftliche Zusammenarbeit geschlossen, auch um diesen Konfliktpunkt zu entschärfen.
Nach dem Abschluss des umfassenden Migrationsprozesses der Nachkriegszeit bestand die neue Gesellschaft im tschechischen Grenzland durchschnittlich zu über zwei Dritteln aus Neusiedlern, was eine komplette Veränderung der ethnischen, kulturellen und wirtschaftlichen Struktur der Regionen bewirkte. Bis heute wird eine hohe Fluktuation in der Einwohnerschaft beobachtet. In den ersten Jahren herrschte die weit verbreitete und bis heute zuweilen politisch instrumentalisierte Ansicht, dass das Leben im Grenzgebiet ein Provisorium sei, da man mit einer Rückkehr der Sudetendeutschen rechnen müsse. Sehr viele Häuser wurden nicht wieder besiedelt und entweder abgerissen oder dem Verfall preisgegeben, insbesondere, wenn diese sehr nahe an der Staatsgrenze lagen. Einige Orte wandelten sich zu Wochenendhaussiedlungen und lagen in Sperrgebieten. Nach der Grenzöffnung bestand (bzw. besteht bis heute) in den betreffenden grenznahen Regionen häufig eine einseitig auf eher anspruchslosen Einkaufs- und Tanktourismus ausgerichtete Wirtschaft, eine vereinzelt stark ausgeprägte Rotlicht- und Grenzkriminalität, gegen die aber zunehmend erfolgreich vorgegangen wird, und eine überdurchschnittlich hohe Arbeitslosigkeit.

### Entspannungspolitik
Spannungen zu entschärfen, ist auch eines der wichtigsten Ziele der gemeinsamen Deutsch-tschechischen Erklärung über die gegenseitigen Beziehungen und deren künftige Entwicklung vom Januar 1997. Die sudetendeutschen Organisationen waren damit nicht zufriedengestellt. Premierminister Miloš Zeman bezeichnete die Sudetendeutschen 2002 als „fünfte Kolonne Hitlers“ und als Zerstörer der tschechoslowakischen Demokratie.
Heute treffen sich viele Sudetendeutsche einmal jährlich auf dem Sudetendeutschen Tag. Während in den Anfängen stark das erlittene Unrecht im Vordergrund stand, spielt heute der völkerverbindende europäische Gedanke eine größere Rolle.
Tschechiens Präsident Václav Klaus teilte im Oktober 2009 mit, sein Land werde den EU-Reformvertrag von Lissabon nur dann unterzeichnen, wenn die EU-Grundrechtecharta für Tschechien ausgesetzt würde. Grund dafür sind Befürchtungen, vertriebene Sudetendeutsche könnten vor internationalen Gerichten Rückgabe- und Entschädigungsforderungen stellen.
Die jüngste Zeit ist von Zeichen einer Entspannung zwischen tschechischen Würdenträgern, Institutionen und Kulturschaffenden auf der einen Seite und sudetendeutschen Organisationen und dem Freistaat Bayern als politischem Interessensvertreter sudetendeutscher Einrichtungen auf der anderen Seite gekennzeichnet. Freundschaftliche Kontakte zwischen Privatpersonen bestanden schon seit längerer Zeit. In den vergangenen Jahren besuchten tschechische Politiker sudetendeutsche Organisationen, es kam zum Austausch diverser Versöhnungsgesten. In Tschechien beschäftigen sich Kulturschaffende und Vereine wie Antikomplex mit der Aufarbeitung der gemeinsamen Geschichte. Hinzu kommt eine steigende Anzahl von Städte- und Vereinspartnerschaften.
Am 15. Mai 2016 besuchte erstmals ein tschechischer Minister den Sudetendeutschen Tag. Die in Nürnberg in deutscher Sprache gehaltene und an „Liebe Landsleute“ gerichtete Rede des Kulturministers Daniel Herman war für die deutsch-tschechischen Beziehungen bedeutsam.

## Sprache
Da heute keine geschlossenen sudetendeutschen Siedlungs- und damit Sprachgebiete mehr bestehen, sind die sudetendeutschen Dialekte akut vom Aussterben bedroht.
Die verschiedenen sudetendeutschen Dialekte lassen sich in fünf Mundartlandschaften unterteilen:
- Mittelbairisch (Südmähren, unterer und mittlerer Böhmerwald, Schönhengst, die Sprachinseln von Budweis, Wischau, Brünn und Olmütz)
- Nordbairisch oder Oberpfälzisch (Westböhmen mit dem Egerland, Iglauer Sprachinsel)
- Ostfränkisch (kleinste Sprachlandschaft; sie reicht von Nordwestböhmen über das Erzgebirge bis in die Gegend von Bamberg und ist auch noch im Schönhengst und im mittleren Nordmähren vertreten)
- Obersächsisch (Nordböhmen westlich von Tetschen(-Bodenbach) und als Mischdialekt mit dem Nordbairischen in der Iglauer Sprachinsel)
- Lausitzisch-Schlesisch (Nordböhmen östlich von Tetschen(-Bodenbach), Ostböhmen, Nordmähren, Sudeten-Schlesien)

Der Wortschatz wird beschrieben im Sudetendeutschen Wörterbuch. Die Sprachgeographie wird derzeit vom Atlas der historischen deutschen Mundarten auf dem Gebiet der Tschechischen Republik erforscht.

## Bedeutende Orte
- Asch (Aš)
- Aussig (Ústí nad Labem)
- Bischofteinitz (Horšovský Týn)
- Böhmisch Krumau (Český Krumlov)
- Böhmisch-Leipa (Česká Lípa)
- Braunau (Broumov)
- Brüx (Most) – hatte seit ca. 1930 eine knappe tschechische Mehrheit durch den Zuzug von Bergleuten seit etwa 1860.
- Dux (Duchcov)
- Eger (Cheb)
- Elbogen (Loket)
- Falkenau (Sokolov)
- Franzensbad (Františkovy Lázně)
- Freiwaldau (Jeseník)
- Friedland (Frýdlant v Čechách)
- Freudenthal (Bruntál)
- Gablonz (Jablonec nad Nisou)
- Graslitz (Kraslice)
- Grulich (Králíky)
- Hilgersdorf (Severní)
- Hohenelbe (Vrchlabí)
- Iglau (Jihlava) – mit tschechischer Minderheit; kam 1938 nicht an das Deutsche Reich, da Sprachinsel im Landesinneren.
- Jägerndorf (Krnov)
- Karlsbad (Karlovy Vary)
- Komotau (Chomutov) – mit tschechischer Minderheit seit dem späten 19. Jahrhundert
- Krummau (Český Krumlov; s.o.)
- Leitmeritz (Litoměřice)
- Lundenburg (Břeclav) – kam 1938 an das Deutsche Reich aufgrund der knappen deutschsprachigen Mehrheit bei der Volkszählung von 1910
- Mährisch-Schönberg (Šumperk)
- Marienbad (Mariánské Lázně)
- Markt Eisenstein (Železná Ruda)
- Mies (Stříbro)
- Nesselsdorf (Kopřivnice)
- Neutitschein (Nový Jičín)
- Nikolsburg (Mikulov)
- Oberleutensdorf (Horní Litvínov)
- Olbersdorf (Město Albrechtice)
- Olmütz – kam 1938 nicht an das Deutsche Reich, da Sprachinsel im Landesinneren
- Prachatitz (Prachatice)
- Rumburg (Rumburk)
- Reichenberg (Liberec)
- Saaz (Žatec)
- Sankt Joachimsthal (Jáchymov)
- Sternberg (Šternberk)
- Tepl (Teplá)
- Teplitz-Schönau (Teplice)
- Tetschen (Děčín)
- Trautenau (Trutnov)
- Troppau (Opava)
- Unterwielands (Gmünd III) (České Velenice)
- Warnsdorf (Varnsdorf)
- Winterberg (Vimperk)
- Znaim (Znojmo)